# Anton Zilzer
Anton (Antal) Zilzer, né en 1860 à Budapest, et mort le 16 novembre 1921, est un peintre hongrois.

## Biographie
Antal Zilzer est né le 20 septembre 1860 à Budapest.
Il est élève de Rauscher, Gregusz, et de Székely, sur le modèle national, à l'école nationale de design, puis il étudie à l'Académie de Munich, sous la direction de Raupp, Hackl, Seitz et de Herterich, complétant ses études à Berlin, Paris et Londres.
Il se consacre en particulier aux portraits, et reçoit la médaille d'or de Munich en 1887.
Il meurt le 16 novembre 1921 dans sa ville natale.

## Œuvres
- Seul dans les Bois[2]
- Ludwig II on His Funeral Bier[2]
- Forest Idyls[2]
- Coucher de soleil sur le Lac de Constance[2]